# Système d'échange local
Pour les articles homonymes, voir Sel.

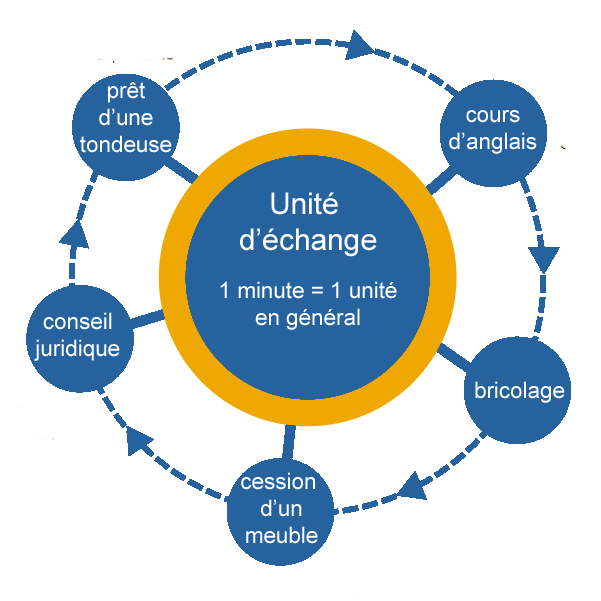
Les échanges locaux se font à l'aide d'une unité temporelle. Généralement, une unité équivaut à une minute.

Un système d'échange local (ou SEL) est en France un système d'échange de biens ou de services  au sein d'un groupe fermé, le plus généralement constitué en association de type 1901. Ses membres, appelés les « SEListes » ou « SELien(ne)s » , échangent des biens et services selon une unité propre à chaque groupe. L’objectif est d'accéder à des échanges égalitaires et de tisser des liens.
Les SEL sont des associations locales. L'acronyme « SEL » a été choisi pour son homonymie avec le sel, aliment, monnaie d'échange ancienne, aujourd'hui à valeur économique modeste, voire insignifiante si on l'applique à un « grain de sel ». Le terme « sel » est à l'origine du mot « salaire », contrepartie d'un travail.
Il existe plus de 600 SEL en France, généralement classés dans l'économie sociale et solidaire.

## Intérêt
Les promoteurs d'un SEL cherchent à créer de la solidarité et du lien social entre les membres du groupe. Une égalité entre les personnes se recrée.
La monnaie des SEL est limitée à l'échange, elle ne permet pas l'épargne (et ses corollaires : taux d'intérêt, spéculation, etc.). L'intérêt d'un SEL est de développer une économie solidaire et locale. Chaque membre profite de biens et des services, en offrant à son tour biens et services. Faire partie d'un SEL permet ainsi de sortir de l'isolement, de bénéficier d'un réseau d'entraide et de prendre conscience de ce que l'on a à offrir à d'autres personnes. Contrairement au troc, le SEListe n'est pas tenu de rendre à celui dont il reçoit ; cette disposition élargit les possibilités d'échanges.
Il est possible de distinguer deux types de SEL:
- Les SEL à dominante marchande (modèle anglo-saxon): renferment une vision économique d'échange de biens et de services et qui ont pour objectif d'aider les personnes qui y adhèrent à sortir de la précarité.
- Les SEL à dominante réciprocitaire (dont les principes sont notamment adoptés par les SEL français): en faveur de la réciprocité multilatérale, ils excluent tout principe marchand et mettent en avant les liens de solidarité. Ce type de SEL se veut une alternative au modèle économique dominant. Ils s'appuient sur le préambule, les 6 articles et la conclusion de leur CHARTE commune dite "l'esprit du SEL"[5].

Les caractéristiques de fonctionnement du SEL, qui permettent d’accéder à des biens et des services dans un temps court et à moindre coût grâce au crédit-temps définie par les adhérents, ont  été parfois source de mises au point, voire de tension entre le mouvement des SEL, l'État et/ou les entreprises privées.
Le procès de Foix en Ariège est un exemple poignant des problématiques qui ont surgit lors du développement initial des SEL. Dans cette affaire qui a concerné le SEL pyrénéen, un travail de réparation du toit d'une maison a été effectué par deux sélistes pour le compte d'un troisième d'une valeur estimée en monnaie locale à 4 000 grains de sel. La Chambre syndicale des artisans et des petites entreprises du bâtiment de l'Ariège ainsi que la Fédération du bâtiment et des travaux publics qui ont constitué la partie civile, ont saisi le tribunal qui a condamné ces derniers pour «travail clandestin». Le tribunal, ne pouvant concevoir une vision autre que celle traditionnelle de l'échange marchand et monétaire, a qualifié le travail fourni par les sélistes dans le cadre de leurs échanges comme illégal. Les sélistes ont été accusés d'avoir délibérément fourni des services rémunérés en monnaie locale (dont la valeur a été estimée par la partie civile à 30 000 francs), sans s'acquitter de leurs obligations fiscales et sociales.  
Le fait que les échanges au sein de ces réseaux ne soient en général pas soumis au régime fiscal national, car il n'y a pas de réel décompte des valeurs économiques échangées, peut inciter certaines autorités locales à penser que certains échanges s'apparentent à de l'évasion fiscale. Parallèlement, certaines entreprises estiment que les SEL sont un système de concurrence déloyale, pour les mêmes raisons (pas de charges sur les « salaires » versés en monnaie complémentaire, pas de taxes sur les échanges, etc). Finalement, les SEL sont généralement bien tolérés par les administrations fiscales, à condition de rester, en toute transparence, de modestes structures d'entraide citoyenne sans échange de valeurs économiques importantes ou fréquentes entre les mêmes bénéficiaires.
Certains SEL, radicalement différent du modèle français, tel que le Barter's Club ou Ithaca aux États-Unis, sont parfaitement intégrés au système capitaliste majoritaire, payent des taxes sur leurs échanges, et proposent même une conversion de leur monnaie propre en monnaie nationale.

## Organisation

### Forme juridique
Un SEL est une association de personnes physiques, déclarée aux autorités ou existant "de fait". N'importe quel groupe de personnes peut créer un SEL. Il existe des associations qui fédèrent les SEL, telles que le Collectif des SEL (environ 40 SEL adhérents) ou l'association SEL'idaire. Cette dernière par l'effectif des SEL adhérents (plus de 300) revêt une réelle représentativité. Elle a d'ailleurs retenu statutairement le titre de "Maison Commune des SEL". Il reste que chacun est libre de rejoindre l'une ou l'autre de ces associations. Il est à noter tout de même qu'un intérêt non négligeable demeure: ces regroupements permettent notamment de développer des réseaux d'entraide ou d'activités communes entre les membres des SEL. Un régime assurantiel économiquement accessible est proposé par les deux associations, facilitant en particulier la protection des responsables ou des membres et l'accès à des prêts gracieux de locaux publics pour leurs activités.

### Transactions
Les échanges entre les membres du SEL se font par le biais d'un catalogue de services, de biens ou de savoirs (papier ou numérique) qui sont proposés par les adhérents. Il est conseillé que l'offre du séliste relève d'une activité qu'il aime partager plutôt que d'un service lié à sa profession. Cette recommandation vise à prévenir le travail dissimulé.   
La comptabilité des unités est centralisée ou individuelle. Les débits et les crédits sont enregistrés sur les comptes des adhérents. Le fournisseur du produit ou du service voit son solde augmenter, le receveur voit son solde diminuer. Chaque SEL choisit sa propre unité d'échange. Cette comptabilité apporte notamment une valeur probante (pour les modérateurs du SEL, mais également en cas de sinistre ou en cas de contrôle). Ainsi il peut être objectivé la nature et l'étendue des échanges dans le cadre de cette économie alternative à celle, largement dominante, basée sur l'argent. Elle permet également pour les membres de visualiser l'équité des échanges.

#### Valeur de l'unité
L'unité d'échange est différente d'un SEL à un autre. Certains SEL refusent tout principe marchand et prennent comme unité d'échange «l'heure» quel que soit le travail effectué (e.g. SEL de Caen).
D'autres SEL fonctionnent en monnaie locale. Ils peuvent être qualifiés de « libéraux » car ils ne fixent aucun prix sur les services et laissent les «Sélistes» échanger dans un mode de gré à gré (e.g. SEL de Paris) ou «intermédiaires» car ils déterminent une valeur plancher de 50 à 60 unités par heure négociable selon la nature du service rendu.
Enfin certains SEL, comme le SEL de Saint-Quentin-en-Yvelines, utilisent une monnaie fondante.

#### Forme de l'unité
L'unité de compte existe sous plusieurs formes : elle est matérialisée par des jetons, des bons ; elle utilise un compte électronique ; elle est scripturale à l'aide de feuilles de compte contresignées par les partenaires d'un échange, ou de carnets d'échanges. Chaque SEL choisit le nom de son unité.

### Publicité des offres et demandes
La majorité des SEL dispose d'un site Internet où les adhérents postent leurs propositions d'échanges. Le support "CommunityForge" partenaire de l'association SEL'idaire est souvent retenu pour créer rapidement une plateforme d'échange correspondant aux besoins des SEL.
Certains SEL font des tours de table lors de réunions régulières, des panneaux d'affichage, des listes en papier. 

## Fiscalité
En France, les transactions réalisées ne sont exonérées de TVA et d’impôts que dans la mesure où il s’agit d’une activité non répétitive et ponctuelle, type « coup de main » et n’entrant pas dans le cadre d'une profession. Mais si on se livre à une activité répétitive ou entrant dans le cadre de son métier, on se doit de le déclarer aux organismes concernés.

## Histoire
En 1930 le maire de Wörgl en Autriche décidait d'émettre des bons de travail convertibles en schillings, afin de lutter contre l'endettement et le chômage. L'expérience fut interdite en 1933 par les autorités régionales et la banque centrale autrichienne. De même en 1954 à Lignières-en-Berry, en France, furent instaurés des bons d'échange pour tenter de revitaliser l'activité locale.
Le premier SEL (LETS en anglais, pour Local Exchange Trading System) a été fondé au Canada, dans les années 1980. Michael Linton, un Écossais vivant sur l'île de Vancouver, voulait aider les habitants de cette région touchée par le chômage. Il a proposé de créer un système basé sur le troc, dans une grande communauté, à l'aide d'une monnaie locale, le green dollar[réf. souhaitée]. L'expérience fut positive, malgré les réticences de certains éléments clés de la région. Elle a duré cinq ans, avant de s'arrêter, à la suite de problèmes internes, ce qui a amené une perte de confiance des adhérents. Une vingtaine de systèmes semblables avaient cependant été lancés un peu partout en Amérique du Nord entre-temps.
En 1990 un entrepreneur privé, Franck Fouqueray et son entreprise Trader France a été à l'origine d'un système d'échange au Mans. Le système était baptisé Troc Temps et gérait les échanges de services entre les cinq cents adhérents[réf. nécessaire] grâce au Minitel.
Le premier SEL français a vu le jour en 1994, en Ariège.
En 2006, une autre approche des SEL a été expérimentée à Abbeville dans la Somme. Elle était basée sur la réinsertion. Elle visait des publics marginalisés par la société. Le travail informel était considéré comme un outil de maintien et de développement des compétences, en vue d'une valorisation monétaire sur le marché du travail. Cette expérience avait l'aval du fisc qui permettait la défiscalisation des activités en partie rémunérées. Faute de soutien public et d'une relève capable — à la suite du départ du concepteur de ce SEL particulier —, l'expérience n'a pas été poursuivie.
On trouve également des SEL en Australie, au Japon ou en Amérique latine et  dans d'autres pays d'Europe : Belgique, Suisse.
Le développement des accorderies fait partie de cette mouvance : concept imaginé au Québec au début des années 2010, il gagne la France à Chambéry en 2011. Il y a 38 groupes en France en 2019.